# アキンジ

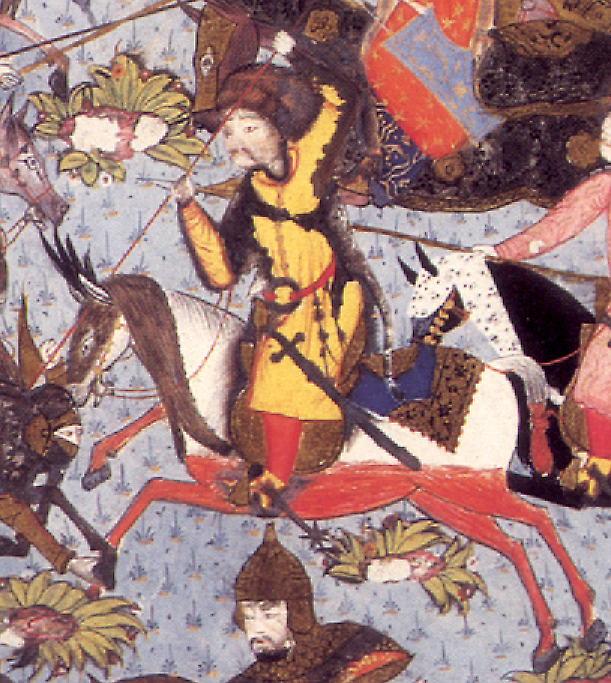
アキンジの戦闘

アキンジ (トルコ語: akıncı, IPA: [ɑkɯnˈdʒɯ][ɑkɯnˈdʒɯ];  複数: akıncılar) は、オスマン帝国の非正規の軽騎兵である。
偵察や、先遣部隊として用いられた。
かつてイスラーム教圏とビザンツ帝国の境界付近で非ムスリムを襲撃・略奪した戦士団ガーズィが、オスマン帝国の軍隊に取り込まれてアキンジと呼ばれるようになった。
彼らは軍から給料が支払われない分、侵攻の露払いをつとめ、そこでの略奪や徴収を生業とした。

## 歴史
戦争におけるアキンジの役割は、味方の最前線に立ちつつ、ゲリラ戦術と略奪によって敵軍を妨害し、士気を下げさせることだった。 その様子は麦畑を刈り取る鎌のようであった。彼らはまず敵に矢を射かけ、若干乱闘した後に退却する。これを敵が追ってくれば振り向きざまに矢を撃ち続ける（パルティアンショット）戦法を得意とし、キリスト教圏などの機動力で劣る重騎兵に対し圧倒的な強さを見せた。またアキンジは弓の他に剣、槍、盾、戦斧を装備しており、白兵戦の能力も高かった。1493年のクルバヴァの戦いでは、重騎兵や歩兵の支援を受けずアキンジのみでクロアチア軍を壊滅させた。
またアキンジは非常に身軽な戦力として、偵察や侵攻軍の本筋から離れた土地への略奪行にも従事した。彼らは正規軍でないため停戦条約の適用対象にならず、いつでも国境の村落を襲撃したり敵軍や城塞を攻撃したり、さらには通商路を遮断して持続的に敵国に損害を与え続けることができた。こうした行動は、停戦が失効した後に侵攻を再開する際のために敵の防衛上の弱点を把握し続けることにもつながった。
アキンジの各集団は、それぞれ特定の一族を戴いていた。彼らはガーズィ時代にオスマン1世に服従した最初の戦士たちだった。またギャング集団のようなこのアキンジには、冒険家や野心ある戦士や市民、商人などが参加していった。
正規兵でないアキンジには、イェニチェリのような給料やスィパーヒーのような封土は支給されず、ただ彼ら自身の血を流して奪うことだけが生業であった。
一般にアキンジは、敵に衝撃を与え困惑させるため、色彩豊かで奇抜な装いをした。背には鷹のような羽を負い（これは後のポーランドにおけるフサリア騎兵に似ている）、牛の角を付けた兜をかぶり、ヒョウ革のコートを羽織った。そのいでたちや戦闘における異常な勇敢さから、アキンジは「deliler（狂人たち）」や「serdengectilrt（頭を与えるものたち、つまり元から首を敵に差し出しているような死を恐れぬ者たち）」などというあだ名で呼ばれた。
アキンジは14世紀から16世紀にかけて、オスマン帝国のヨーロッパ進出に極めて大きな役割を果たしたが、16世紀から17世紀にクリミア・ハン国から供給されるタタールやノガイの騎兵がオスマン軍の重要な騎兵戦力となり、また新たな領土を征服する一方だったオスマン帝国のヨーロッパ前線の北上が止まったことで、アキンジはその必要性を失ったのである。軍の近代化改革が始まると、わずかに残っていたアキンジの集団も廃止された。19世紀末までは、バルカン半島でバシ＝バズーク（bashi-bozouk、非正規兵）という名でアキンジが残存していた。
いくつかあるオスマン帝国騎兵の種類は未だに明確な分類が完成していないが、1595年10月のジルジュの戦いの敗北を境に、アキンジはデリやバシ＝バズークといった新しい非正規兵に徐々に置き換えられていった。

## 文学作品
アキンジの戦闘と略奪に明け暮れた生き様は、民衆の間にもロマンチックなファンタジーとして語られ、オスマン帝国の文学や音楽の一分野を形成している。"Serhad türküleri"や"border folk songs"は、アキンジの略奪行や戦闘、戦士の恋愛などを題材としたオスマン民族音楽のサブカテゴリである。"Alişimin Kaşları Kara" (私のAlişは黒眉だった )、"Estergon Kalesi" (エステルゴムの城)などが有名である。現代では、ロマン懐古主義的なトルコの作家たちがアキンジを取り上げている。例としてヤフヤー・ケマルの"Akıncılar"が挙げられる。

## ギャラリー

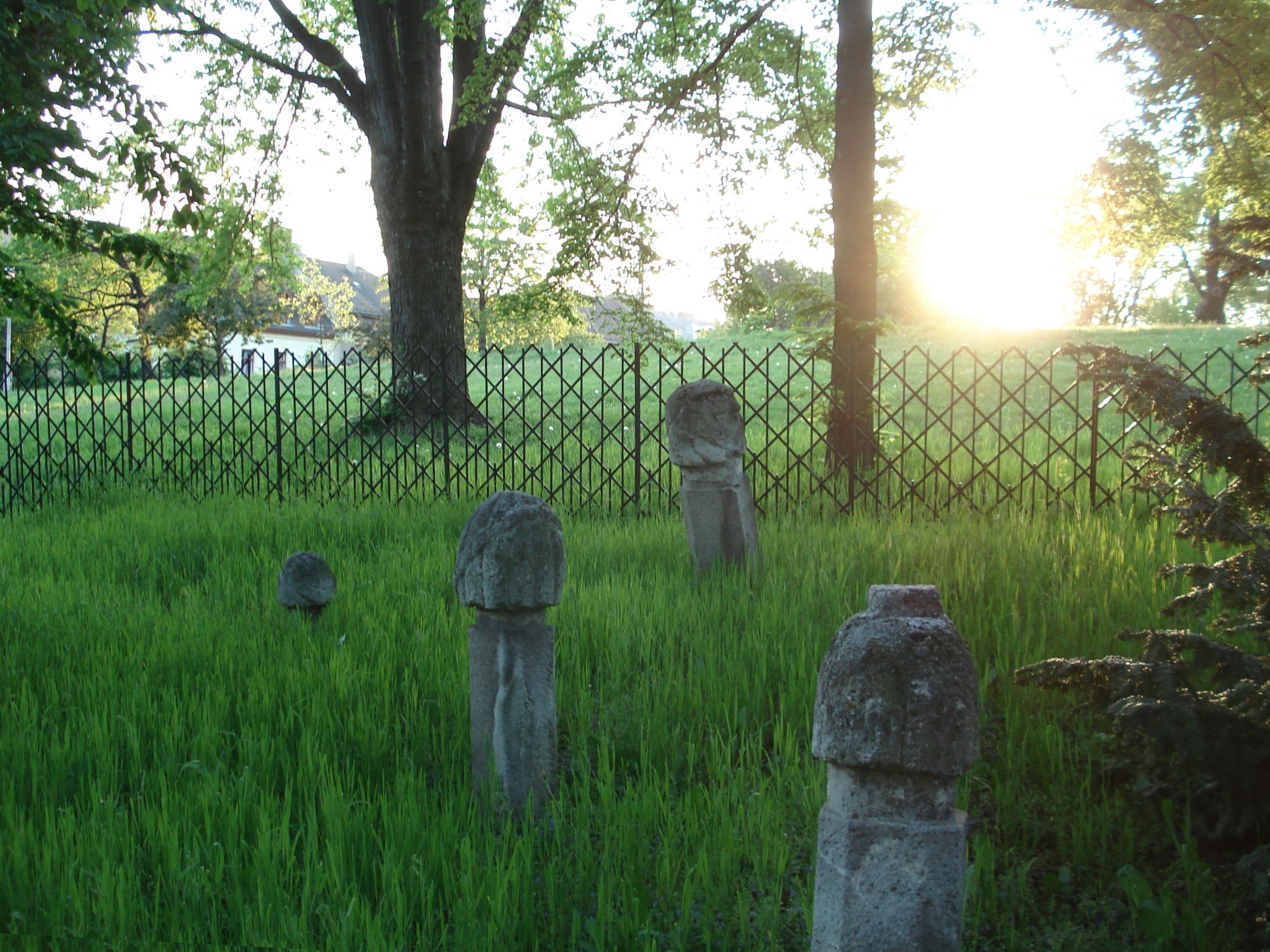
アキンジの墓地（ブダペスト）
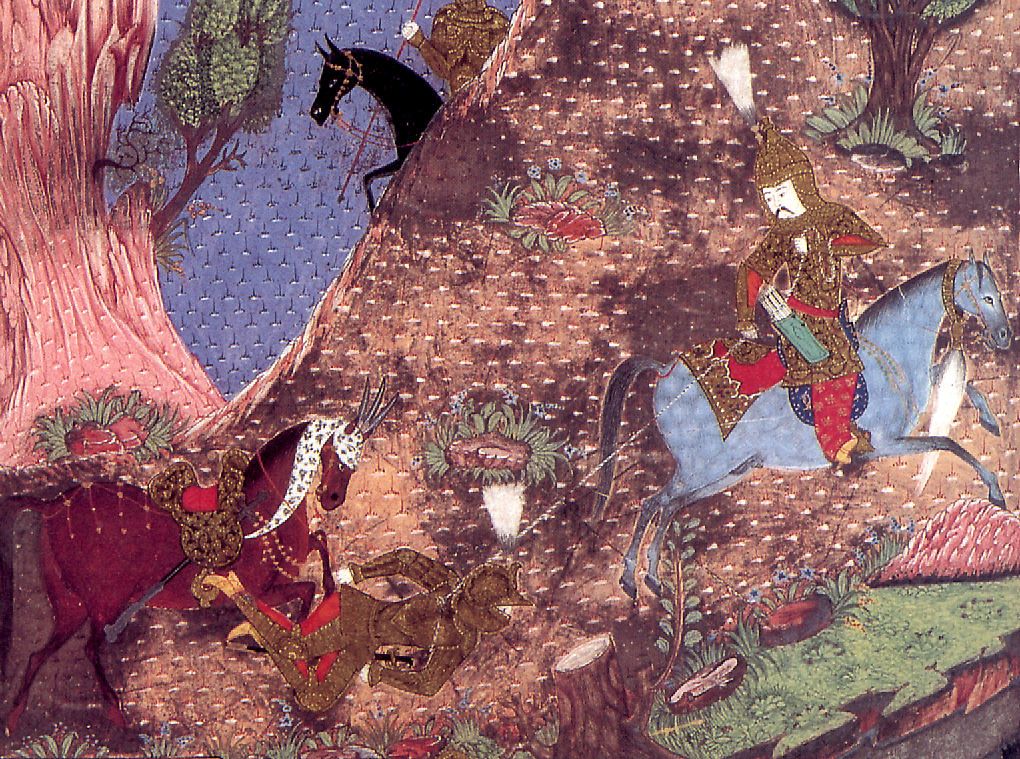
ハンガリー騎士を倒すアキンジ（Suleymanname）
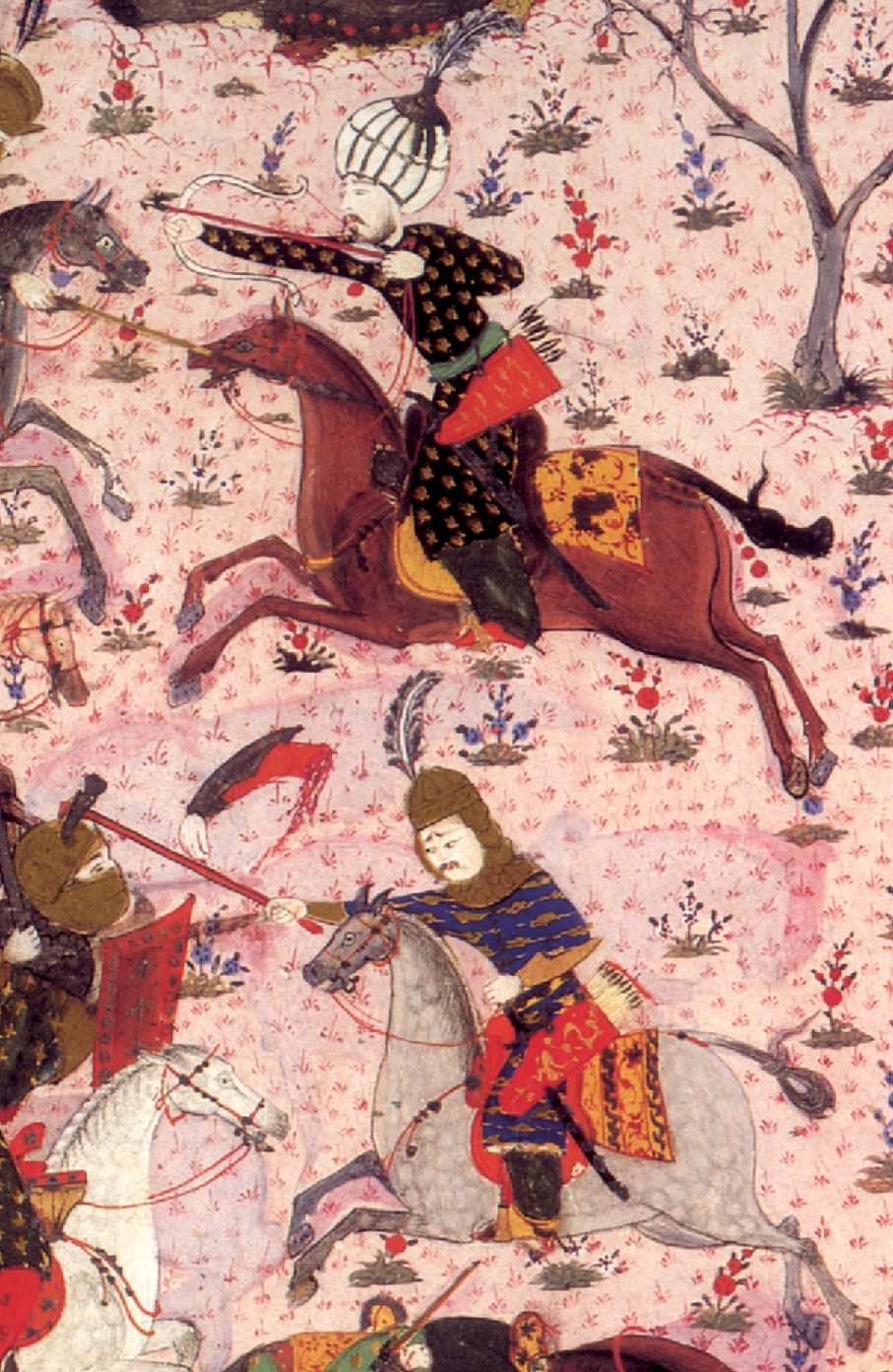
アキンジ・ベイ（Suleymanname）
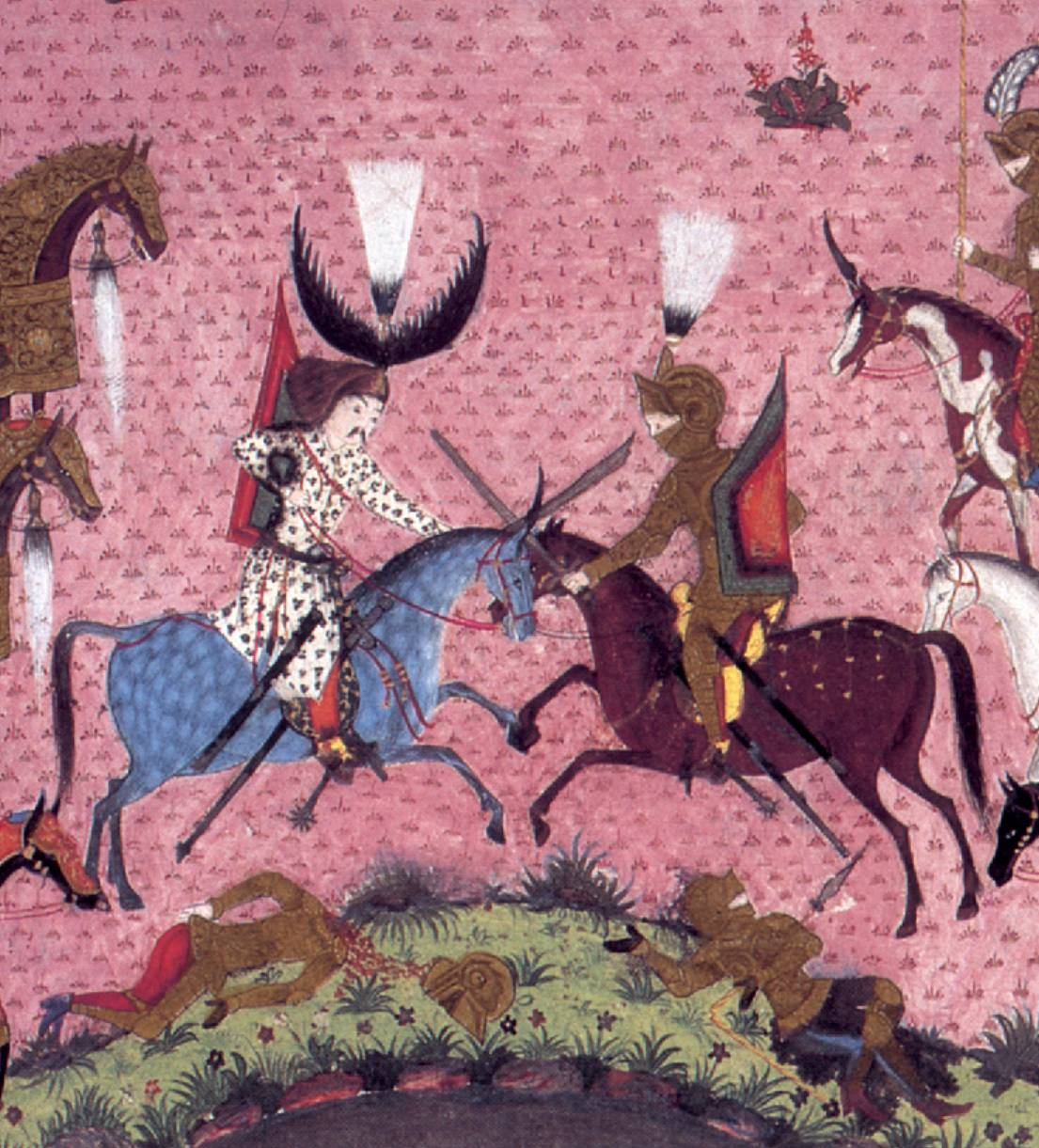
ハンガリー騎士ユージンと戦うアキンジのシナン・ベイ（Suleymanname、1526年）
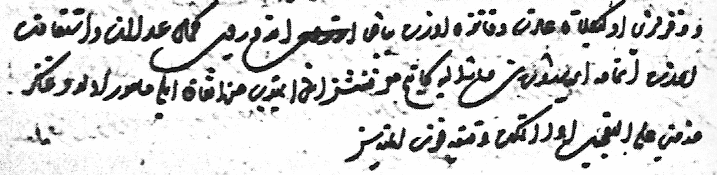
アキンジの召集状